# Souvrství Nemegt

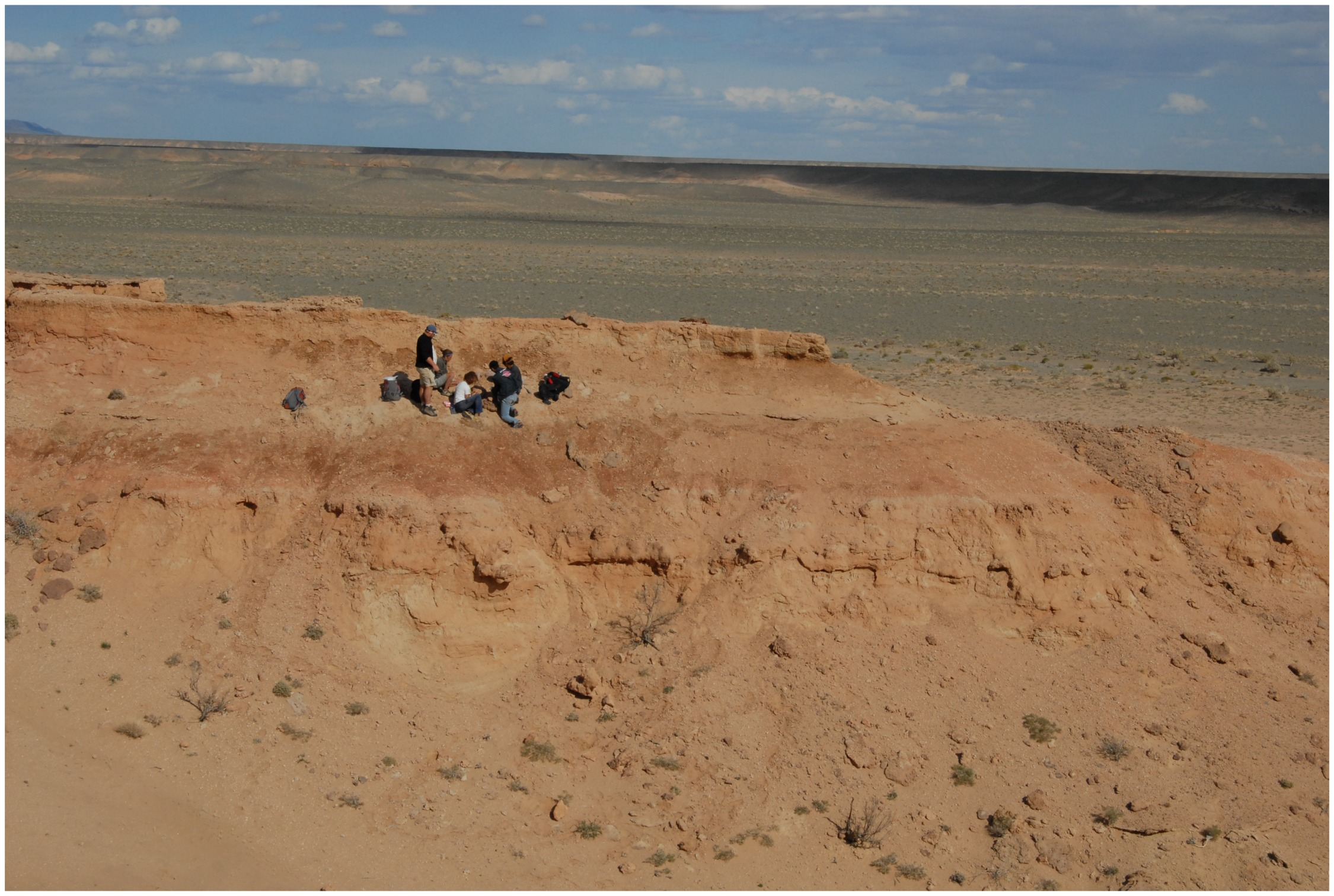
Souvrství Nemegt – lokalita Altan Úl III.

Souvrství Nemegt je významná druhohorní geologická formace, jejíž sedimentární výchozy se rozkládají na území mongolské pouště Gobi. Toto dnes již proslulé souvrství je vědecky zkoumáno od 20. let 20. století a byly v něm objeveny již desítky druhů pozdně křídových dinosaurů (sauropodů, teropodů i ptakopánvých) a některých dalších živočichů, od ještěrek až po savce.

## Popis

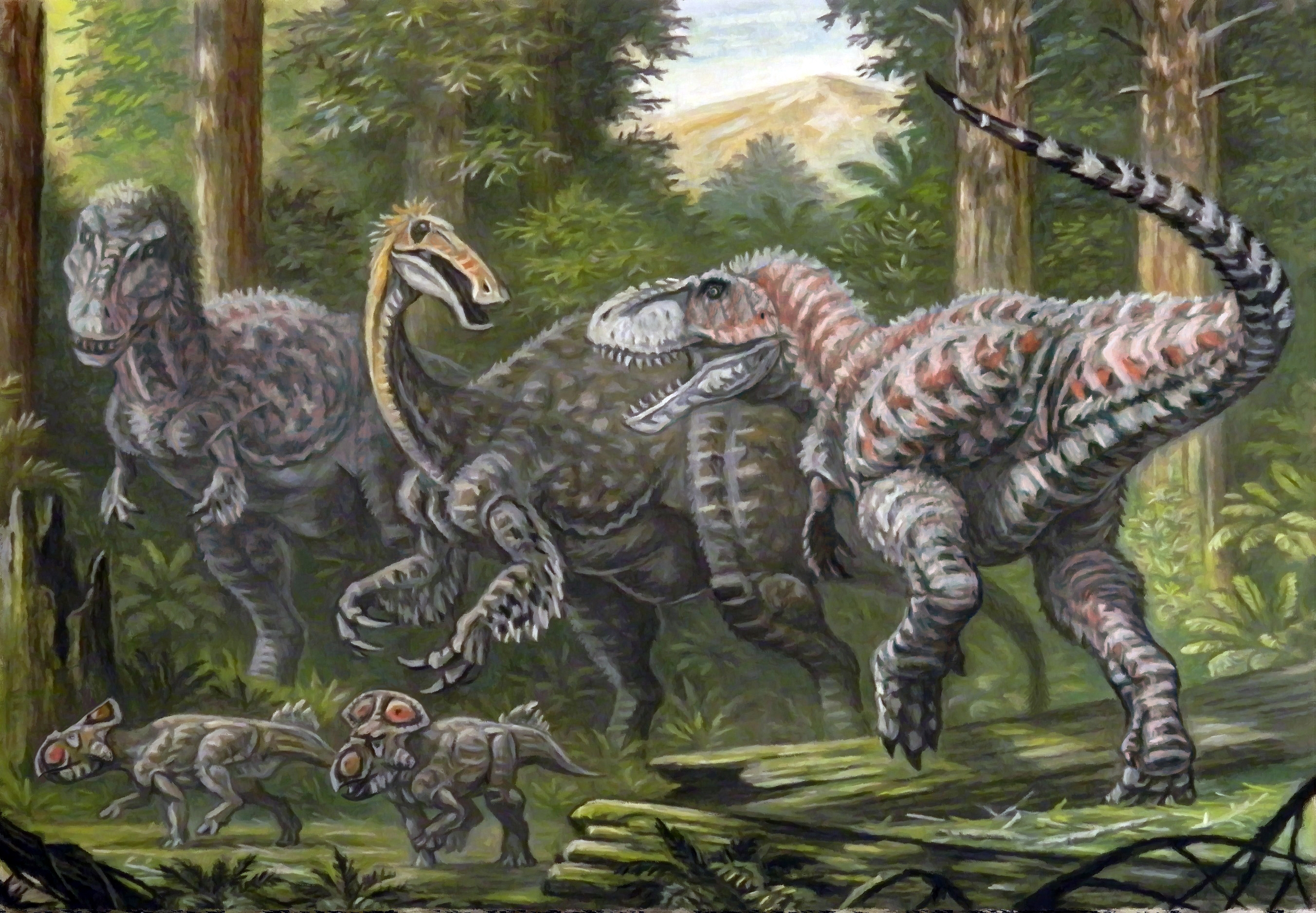
Ekosystém souvrství Nemegt s rody Tarbosaurus a Deinocheirus.

Mocnost sedimentů dosahuje až přes 235 metrů a jejich stáří činí zhruba 70 milionů let (geologický věk maastricht, pozdní svrchní křída). Novější datování pak uvádí mladší stáří o přibližně 66,7 milionu let. Sedimenty představují zejména jílovitou břidlici a pískovec, v menší míře pak také jílovec a slepenec. V době existence dinosaurů se zde nacházel bohatý říční systém, rozsáhlé záplavové nížiny a relativně mělká jezera. Podnebí bylo subtropické, relativně vlhké a teplé.

## Významné objevy
Z nejvýznamnějších objevů v tomto souvrství lze zmínit enigmatický druh Deinocheirus mirificus (obří ornitomimosaur), dále druh Therizinosaurus cheloniformis (obří therizinosaur) nebo známý druh Tarbosaurus bataar (rovněž obří tyranosauridní teropod), jehož fosilie zde byly prvně objeveny sovětsko-mongolskými expedicemi v letech 1946 až 1949. Zajímavými zástupci dinosauří fauny jsou zde také rody Saurolophus, Avimimus, Mononykus, Gallimimus, Bagaraatan, Raptorex, Alioramus, Prenocephale, Opisthocoelicaudia a další (včetně primitivních savců).
Vyskytovalo se zde i množství dalších druhů dinosaurů, mnohdy jsou však známí jen podle neúplných a fragmentárních fosilních pozůstatků. To se týká například i velkého ankylosaurida rodu Tarchia, jehož přítomnost v tomto souvrství je předpokládaná.
Podle objevů v lokalitě Šabarak-usu ("Planoucí útesy"), spadající do mírně staršího souvrství Djadochta, se jeví jako pravděpodobné, že fosilní úlomky skořápek vajec oviraptorů (nebo příbuzných druhů) používali již kolem roku 8000 př. n. l. neolitičtí obyvatelé pouště Gobi, kteří je opracovávali a navrtávali do podoby "korálků" pro nošení na náhrdelnících a jiných přívěscích.